# Герой по вызову
«Герой по вызову» — российский многосерийный драматический и криминальный телесериал-боевик. Работа над сериалом проходила в 2018—2019 годах, премьера состоялась 15 июня 2020 года на телеканале «НТВ». Главные роли исполнили Евгений Миллер и Кристина Асмус.

## Сюжет
Главному герою врачу Ивану Лутошину (Евгений Миллер) диагностируют смертельную болезнь. Он совершает неудачную попытку суицида под колёсами автомобиля, которым управляет оперуполномоченный полиции Илья Туманов (Николай Клямчук). Полицейский узнаёт о диагнозе Лутошина и предлагает тому в последние месяцы жизни поучаствовать в опасных операциях полицейских. Очередное медобследование показало, что выбросы адреналина способствуют ремиссии. Так главные герой решает и дальше помогать полиции, чтобы продолжать жить. Одновременно между Лутошиным и следователем Елизаветой Леоновой (Кристина Асмус) возникает романтическая линия.

## Место съёмок
Автором сценария стал российский писатель и сценарист Андрей Кивинов, чьи повести легли в основу «Улиц разбитых фонарей». Для Кристины Асмус роль Леоновой стала первой, где она играла сотрудника правоохранительных органов, а для режиссёра Анны Зайцевой — первой сериальной работой.
Съёмки сериала стартовали летом 2018 года, проходили в Москве и Подмосковье и завершились в конце октября этого же года.
Показ пилотной серии впервые состоялся в сентябре 2019 года на II фестивале телесериалов «Пилов», проходившие в Иванове. Премьерный показ состоялся 15 июня 2020 года на телеканале «НТВ», серии показывали с понедельника по четверг в 21:35.

## Критика
Кинокритик Егор Москвитин позитивно оценил работу режиссёров и сценаристов. Охарактеризовал фильм как «смешной, динамичный и тёплый» и сравнил его с доброй версией фильма «Адреналин» с Джейсоном Стейтемом.

## В ролях
- Евгений Миллер — врач-невролог Иван Лутошин
- Кристина Асмус — следователь Следственного комитета Елизавета Андреевна Леонова
- Николай Клямчук
- Михаил Евланов
- Марина Калецкая
- Владимир Виноградов
- Олег Тактаров